# مين تو
مين تو (بالبورمية: မင်းသူ)‏ هو لاعب كرة قدم ميانماري في مركز الدفاع، ولد في 2 يونيو 1979. شارك مع منتخب ميانمار لكرة القدم. أما مع النوادي، فقد لعب مع Zeyar Shwe Myay F.C. ‏.

## وصلات خارجية
- مين تو على موقع قاعدة بيانات كرة القدم.إي يو (الإنجليزية)
- مين تو على موقع ناشيونال فوتبول تيمز (الإنجليزية)